# Grupo 3 de Astronautas da NASA

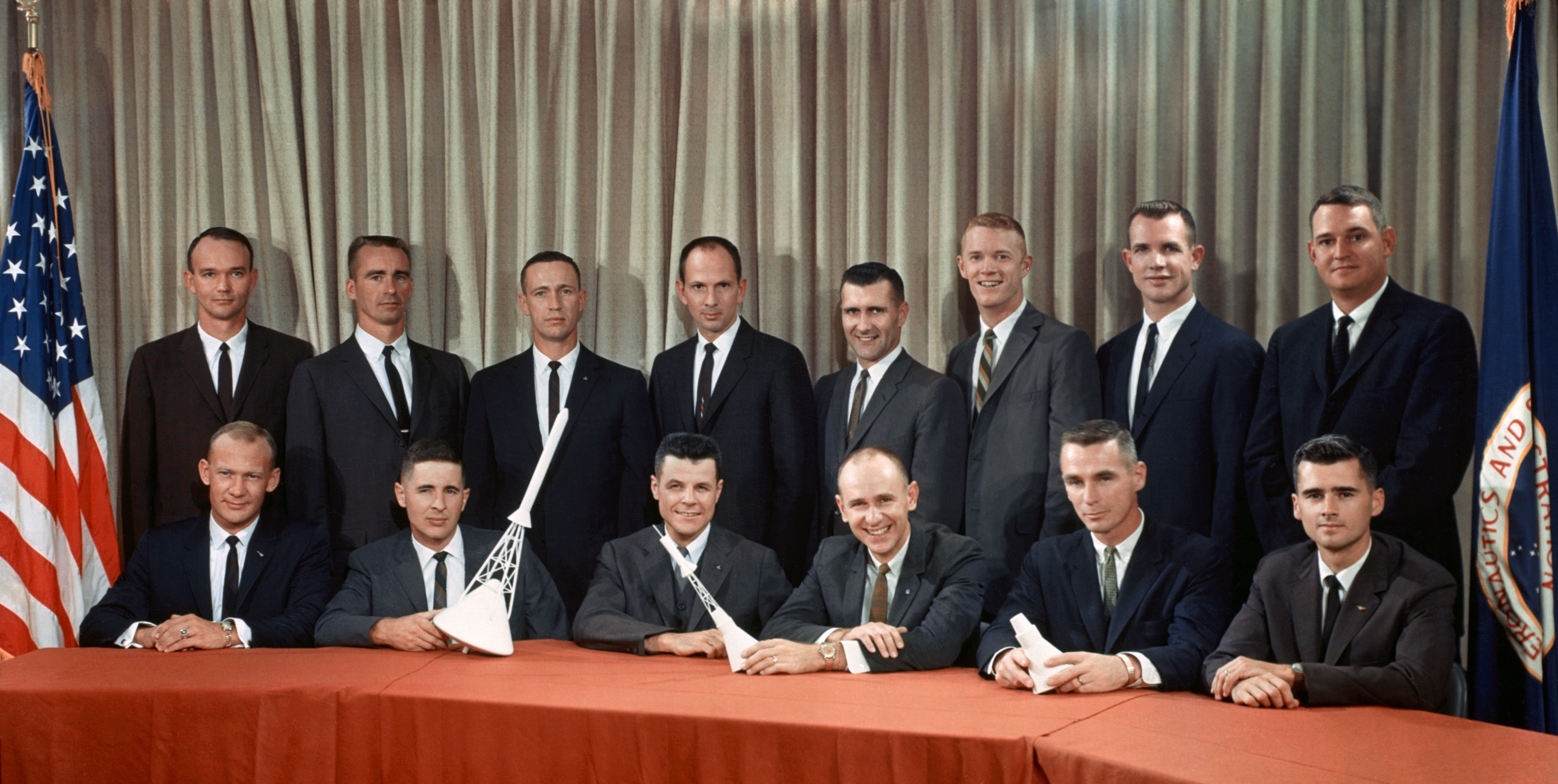
Os astronautas em 18 de outubro de 1963. Em pé: Collins, Cunningham, Eisele, Freeman, Gordon, Schweickart, Scott e Williams. Sentados: Aldrin, Anders, Bassett, Bean, Cernan e Chaffee.

O Grupo 3 de Astronautas da NASA, também chamado de Os Catorze, foi um grupo de astronautas selecionado pela Administração Nacional da Aeronáutica e Espaço (NASA) para integrarem o programa espacial dos Estados Unidos. Foi o terceiro grupo de astronautas da NASA e foram anunciados no dia 18 de outubro de 1963. Os catorze eram: Buzz Aldrin, William Anders, Charles Bassett, Alan Bean, Eugene Cernan, Roger Chaffee, Michael Collins, Walter Cunningham, Donn Eisele, Theodore Freeman, Richard Gordon, Russell Schweickart, David Scott e Clifton Williams.
Um novo grupo de astronautas se fez necessário por temores da escassez de astronautas qualificados para o Programa Apollo. Os critérios de seleção foram similares aos utilizados na escolha do Grupo 2, porém foi o primeiro a abrir mão da necessidade dos candidatos serem pilotos de teste. 720 candidaturas foram recebidas, vindos de pilotos militares e civis, com o painel de seleção reduzindo este número para 34. Estes foram convocados a fim de passarem por exames médicos, testes e entrevistas com oficiais da NASA, com catorze sendo escolhidos para tornarem-se astronautas.
O grupo sofreu de uma alta taxa de mortalidade, com Bassett, Freeman e Williams morrendo em diferentes acidentes aéreos antes de realizarem um único voo espacial, enquanto Chaffee morreu no incêndio da Apollo 1 menos de um mês antes do lançamento. Dos sobreviventes, todos voaram nos programas Gemini e Apollo. Aldrin, Bean, Cernan e Scott caminharam sobre a superfície lunar, enquanto Anders, Collins e Gordon viajaram para a Lua. 

## Antecedentes
O lançamento em 4 de outubro de 1957 do Sputnik 1, o primeiro satélite artificial da história, pela União Soviética em meio à Guerra Fria iniciou uma competição tecnológica e ideológica contra os Estados Unidos que ficou conhecida como Corrida Espacial. Tal demonstração aparente da inferioridade tecnológica norte-americana causou um choque e temor profundo na população geral dos Estados Unidos. O presidente norte-americano Dwight D. Eisenhower, em resposta ao que ficou conhecido como a Crise do Sputnik, decidiu criar uma nova agência espacial civil, a Administração Nacional da Aeronáutica e Espaço (NASA), com o objetivo de supervisionar o programa espacial dos Estados Unidos. O Grupo de Tarefas Espaciais (STG) do Centro de Pesquisa Langley em Hampton, na Virgínia, criou o primeiro programa espacial tripulado norte-americano, o Projeto Mercury. A seleção dos primeiros astronautas, chamados de "Sete da Mercury" ou "Sete Originais", foram anunciados em 9 de abril de 1959.
O STG estava confiante em 1961 que o Projeto Mercury tinha superado suas dificuldades iniciais e que os Estados Unidos tinham superado a União Soviética como o país mais avançado no espaço, mesmo com nenhum lançamento tripulado tendo ocorrido até então. O STG começou a considerar a Mercury Marco II, o sucessor com dois tripulantes da espaçonave Mercury original. Entretanto, esta confiança foi despedaçada em 12 de abril de 1961 quando os soviéticos lançaram a Vostok 1 tripulada com o cosmonauta Iuri Gagarin, que tornou-se o primeiro humano no espaço e o primeiro a orbitar a Terra. Em resposta, o presidente John F. Kennedy anunciou em 25 de maio de 1961 um objetivo mais ambicioso: um pouso tripulado na Lua até o final da década. Este esforço já tinha um nome: Programa Apollo. O conceito da Mercury II foi renomeado de Projeto Gemini em 3 de janeiro de 1962. A NASA anunciou em 18 de abril de 1962 que estava aceitando candidaturas para um segundo grupo de astronautas, um que apoiaria os astronautas originais no Projeto Mercury e que juntariam-se a eles no Projeto Gemini. Antecipava-se que eles depois iriam comandar as missões do Programa Apollo. Nove candidatos foram selecionados para o Grupo 2, chamado de "Novos Nove" ou "Próximos Nove", com seus nomes sendo divulgados oficialmente em 17 de setembro de 1962.
Em maio de 1963, havia astronautas suficientes para as necessidades do Projeto Gemini, porém o planejado cronograma do Programa Apollo na época necessitava de quatro missões tripuladas em órbita baixa lançadas de um Saturno I em 1965, de duas a quatro missões no Saturno IB em 1966 e mais seis em órbita baixa e órbita lunar no Saturno V, estas a partir de 1967. Donald Slayton, o Diretor de Operações de Tripulações de Voo e ex-astronauta, achou provável uma escassez de astronautas seguindo esse cronograma, porém ele duvidava que tantas missões seriam realmente lançadas. Além disso, em meados de 1963, três astronautas originais já não estavam mais voando – Scott Carpenter, John Glenn e o próprio Slayton – deixando apenas treze astronautas ativos. Slayton calculou, seguindo essa base, uma taxa de atrito de dez por cento ao ano e que o Programa Apollo necessitaria de mais dez a vinte novos astronautas. A NASA anunciou em 5 de junho que iria recrutar entre dez e quinze astronautas. Candidaturas civis foram recebidas até 1º de julho, enquanto militares até o dia 15, com o objetivo de dar aos ramos de serviço tempo para pré-selecionarem candidatos.

## Seleção
Os critérios de seleção foram similares àqueles empregados na escolha do Grupo 2 um ano antes, exceto que o tempo de voo mínimo foi reduzido para mil horas, que obrigatoriedade dos candidatos serem pilotos de teste foi removida e que a idade máxima também foi reduzida. Os critérios que os candidatos deveriam se enquadrar eram: serem cidadãos dos Estados Unidos, terem menos de 34 anos na data limite de 30 de junho de 1963, altura máxima de 1,83 metros, possuírem um diploma em engenharia ou ciências físicas, serem pilotos de teste ou possuírem mil horas de voo em aeronaves a jato e terem sido recomendados por um empregador.
Um painel de seleção foi estabelecido e contava com os astronautas originais John Glenn, Walter Schirra, Alan Shepard e Donald Slayton, e também com o piloto de teste Warren J. North, funcionário da NASA e chefe de Operações de Tripulações de Voo. Ao todo, 720 candidaturas foram recebidas até a data limite, das quais 492 eram oriundas de militares e 228 provinham de civis. Destes números, um total de 490 foram consideradas elegíveis, com 136 sendo selecionadas para análise mais minuciosa. O painel de seleção considerou estas candidaturas entre os dias 17 e 20 de julho, com 34 sendo escolhidas para maiores examinações em pessoa.
Os candidatos foram enviados para a Base Aérea Brooks no Texas e passaram por exames médicos entre os dias 31 de julho e 15 de agosto. Os candidatos ficaram aliviados que não foram "sujeitos às indignidades passadas pelos sete originais". Os testes incluíram eletrocardiogramas, corridas em esteiras ergométricas, eletroencefalogramas e testes glicêmicos. Testes de hipóxia foram realizados a fim de averiguar como os candidatos reagiam à falta de oxigênio, foram colocados em salas escuras para testar sua resistência a enjoo e água gelada foi derramada em um dos ouvidos com o objetivo de testar como a parte interna dos ouvidos reagia com tal desequilíbrio. Testes psicológicos incluíram um em que os candidatos recebiam uma folha de papel em branco e eram perguntados o que estava representado nela. Michael Collins, que era um dos poucos que já tinha passado pelo processo em 1962, disse que era de dois ursos polares fazendo sexo. Seis candidatos foram eliminados por motivos médicos.
O estagio final do processo consistia em entrevistas diante do painel de seleção, que foram realizadas no Centro de Espaçonaves Tripuladas em Houston entre os dias 2 e 7 de setembro. Collins achou que a entrevista foi muito mais fácil da segunda vez, pois os painelistas não eram mais estranhos, suas perguntas não eram mais imprevisíveis e ele pessoalmente tinha o benefício de ter cursado a Escola de Pilotos de Pesquisa Aeroespacial da Força Aérea. Collins comentou que "até mesmo Deke Slayton e Warren North pareciam ter amolecido um pouco". Slayton desenvolveu um sistema de pontos para avaliar os candidatos. Dez pontos cada eram atribuídos para às áreas acadêmica, performance como piloto e personalidade e motivação, com trinta pontos sendo o máximo possível que algum candidato poderia conseguir.
Slayton escolheu treze nomes e os levou para uma reunião presidida por Robert Gilruth, o diretor do Centro de Espaçonaves Tripuladas. Maxime Faget, o diretor de engenharia e desenvolvimento, teve uma única objeção: treze era considerado um número de má sorte. Slayton assim adicionou o melhor candidato seguinte, Walter Cunningham. Os candidatos aprovados foram telefonados por Slayton, enquanto os rejeitados receberam telefonemas de North ou de Jack Cairl, o oficial de relações públicas da NASA. Quatro dos candidatos rejeitados foram escolhidos astronautas em 1966 no Grupo 5: Vance Brand, Ronald Evans, James Irwin e John Swigert. Outro finalista, Michael Adams, recebeu o distintivo de astronauta postumamente por um voo no North American X-15, em que acabou morrendo. O anuncio oficial da seleção ocorreu em 18 de outubro durante uma conferência de imprensa no Centro de Espaçonaves Tripuladas. Os novos astronautas foram apelidados de "Os Catorze".

## Demográficos
Os catorze astronautas eram: Buzz Aldrin, William Anders, Charles Bassett, Alan Bean, Eugene Cernan, Roger Chaffee, Michael Collins, Walter Cunningham, Donn Eisele, Theodore Freeman, Richard Gordon, Russell Schweickart, David Scott e Clifton Williams. Destes, sete eram da Força Aérea: Aldrin, Anders, Bassett, Collins, Eisele, Freeman e Scott. Quatro eram da Marinha: Bean, Cernan, Chaffee e Gordon. Williams, por sua vez, era o único do Corpo de Fuzileiros Navais. Dois dos escolhidos eram civis: Cunningham, que era capitão da Reserva do Corpo de Fuzileiros Navais; e Schweickart, que era um capitão da Guarda Nacional Aérea de Massachusetts. Collins comentou que "Em retrospecto, eramos da mesma tradição que os dois grupos anteriores, apesar da tendência natural da imprensa de destacar as diferenças".
Todos eram casados, com a exceção de Williams, que tornou-se o primeiro astronauta solteiro. A idade média na época da seleção era 31 anos, comparado com os 34,5 anos do Grupo 1 e 32,5 do Grupo 2. Eram ligeiramente mais altos com 1,78 metros, contra 1,77 metros tanto do Grupo 1 quanto do Grupo 2. Também eram mais pesados: 73 quilogramas, comparado a 72 quilogramas do Grupo 1 e 73,3 quilogramas do Grupo 2. Seu tempo de voo era menor: o Grupo 1 tinha uma média de 3 500 horas de voo, das quais 1 700 eram em aeronaves a jato; enquanto o Grupo 2 tinha uma média de 2 800 horas de voo, 1 900 delas em aeronaves a jato. O Grupo 3, por sua vez, ficava com 2 300 horas de voo, com 1 800 em jatos. Realizações acadêmicas foram um grande diferenciador. Seis dos nove do Grupo 2 possuíam um diploma de bacharel e os outros três detinham mestrados. No Grupo 3, apenas seis tinham um bacharelato, mas três destes estavam trabalhando em seus mestrados, enquanto sete já tinham seus mestrados finalizados, com Cunningham na época trabalhando em seu doutorado, enquanto Aldrin já era um doutor formado pelo Instituto de Tecnologia de Massachusetts.
Todos eram homens e brancos. O presidente John F. Kennedy ficou incomodado pela discriminação persistente contra afro-americanos, particularmente dentro das forças armadas, pressionando em 1962 o general Curtis LeMay, o Chefe do Estado-Maior da Força Aérea, para nomear um afro-americano como candidato a astronauta. A Força Aérea selecionou o capitão Ed Dwight, um piloto de Martin B-57 Canberra com duas mil horas de voo em aeronaves a jato, um diploma de engenharia aeroespacial pela Universidade Estadual do Arizona e excelentes avaliações de performance, para treinar na Escola de Pilotos de Teste da Força Aérea. Dwight se formou em abril de 1963 e candidatou-se para a Escola de Pilotos de Pesquisa Aeroespacial, com o procurador-geral Robert Kennedy dizendo para LeMay garantir que ele fosse aceito. Entretanto, o coronel Charles Yeager, o comandante da escola, protestou, dizendo que outros pilotos tinham um desempenho melhor que Dwight. Ele foi aceito em uma classe de catorze, mas Yeager chegou a dizer "Por quê diabos um cara de cor gostaria de ir para o espaço? Se dependesse de mim, nenhum de vocês nem sequer usariam um uniforme da Força Aérea". Dwight ficou em oitavo na sua classe e foi recomendado para a NASA, porém não foi um dos finalistas, enquanto seus colegas da classe Scott e Freeman foram.

## Astronautas
| Imagem | Nome                    | Nascimento              | Falecimento             | Carreira | refs          |
| ------ | ----------------------- | ----------------------- | ----------------------- | --- | ------------- |
|        | Edwin E. Aldrin Jr.     | 20 de janeiro de 1930   |                         | Nascido em Glen Ridge, Nova Jérsei, formou-se em 1951 na Academia Militar dos Estados Unidos com um bacharelato em ciências e entrou na Força Aérea, lutando na Guerra da Coreia. Conquistou um doutorado em aeronáutica em 1963 pelo Instituto de Tecnologia de Massachusetts. Fez seu primeiro voo espacial em novembro de 1966 como piloto da Gemini XII, a última missão tripulada do Projeto Gemini. Voltou ao espaço em julho de 1969 na posição de piloto do módulo lunar da Apollo 11, participando na primeira alunissagem tripulada da história e tornando-se a segunda pessoa a pisar na superfície da Lua. Se aposentou da NASA em 1971 e da Força Aérea no ano seguinte. | [ 17 ] [ 28 ] |
|        | William A. Anders       | 17 de outubro de 1933   |                         | Nascido em Hong Kong, formou-se da Academia Naval dos Estados Unidos em 1955 com um bacharelato em engenharia elétrica e entrou na Força Aérea. Conquistou um mestrado em engenharia nuclear pelo Instituto de Tecnologia da Força Aérea em 1962. Foi ao espaço em dezembro de 1968 como piloto do módulo lunar da Apollo 8, a primeira missão tripulada a orbitar a Lua. Se aposentou da NASA em 1969 e da Força Aérea em 1988. | [ 17 ] [ 29 ] |
|        | Charles A. Bassett II   | 30 de dezembro de 1931  | 28 de fevereiro de 1966 | Nascido em Dayton, Ohio, entrou para a Força Aérea em 1953. Conquistou bacharelatos em 1960 da Universidade Estadual de Ohio em ciências e da Faculdade de Tecnologia do Texas em engenharia elétrica. Cursou a Escola Experimental de Pilotos de Teste da Força Aérea e a Escola de Pilotos de Pesquisa Aeroespaciais em 1962. Foi designado piloto da Gemini IX, porém morreu em um acidente aéreo quatro meses antes. | [ 17 ] [ 30 ] |
|        | Alan L. Bean            | 15 de março de 1932     | 26 de maio de 2018      | Nascido em Wheeler, Texas, formou-se em 1955 da Universidade do Texas em Austin com bacharelato em engenharia aeroespacial e entrou na Marinha. Formou-se em 1961 na Escola de Pilotos de Teste Navais. Fez seu primeiro voo espacial como piloto do módulo lunar da Apollo 12 em novembro de 1969, quando tornou-se a quarta pessoa a pisar na superfície da Lua. Depois foi comandante da Skylab 3, passando 59 dias na estação espacial Skylab entre julho e setembro de 1973, realizando experimentos científicos. Se aposentou da Marinha em 1975. Continuou como chefe das Operações de Candidatos a Astronauta e Grupo de Treinamento até se aposentar da NASA em 1981. | [ 17 ] [ 31 ] |
|        | Eugene A. Cernan        | 14 de março de 1934     | 16 de janeiro de 2017   | Nascido em Chicago, Illinois, formou-se com um bacharelato em engenharia elétrica pela Universidade Purdue em 1956 e entrou na Marinha. Conquistou pela Escola de Pós-Graduação Naval em 1963 um mestrado em engenharia aeroespacial. Seu primeiro voo espacial ocorreu em julho de 1966, quando foi o piloto da Gemini IX-A e realizou a segunda atividade extraveicular da história dos Estados Unidos. Voltou para o espaço em maio de 1969 como piloto do módulo lunar da Apollo 10, a segunda missão tripulada a orbitar a Lua e a primeira a operar o módulo lunar em órbita lunar. Depois foi em dezembro de 1972 o comandante da Apollo 17, a última missão tripulada a alunissar na Lua, em que tornou-se a décima primeira pessoa a pisar na superfície da Lua e a última a sair dela. Se aposentou da NASA e da Marinha em 1976. | [ 17 ] [ 32 ] |
|        | Roger B. Chaffee        | 15 de fevereiro de 1935 | 27 de janeiro de 1967   | Nascido em Grand Rapids, Michigan, estudou no Instituto de Tecnologia de Illinois e depois se transferiu para a Universidade Purdue, onde formou-se em 1957 com um bacharelato em engenharia aeroespacial e entrou na Marinha. Foi designado o piloto da Apollo 1, que seria a primeira missão tripulada do Programa Apollo, porém morreu em um incêndio dentro da cápsula espacial um mês antes do lançamento. | [ 17 ] [ 33 ] |
|        | Michael Collins         | 31 de outubro de 1930   | 28 de abril de 2021     | Nascido em Roma, Itália, formou-se da Academia Militar dos Estados Unidos em 1952 com um bacharelato em ciência militar e entrou na Força Aérea. Cursou a Escola Experimental de Pilotos de Teste em 1960. Fez seu primeiro voo espacial em julho de 1966 como piloto da Gemini X, quando tornou-se a primeira pessoa a realizar duas atividades extraveiculares na mesma missão. Foi originalmente designado piloto do módulo de comando da Apollo 8, porém foi tirado da tripulação por uma hérnia de disco. Voltou ao espaço em julho de 1969 como piloto do módulo de comando da Apollo 11, permanecendo em órbita lunar sozinho enquanto seus companheiros de missão realizavam a primeira alunissagem tripulada da história. Se aposentou da NASA em 1970 e da Força Aérea em 1982. | [ 17 ] [ 34 ] |
|        | R. Walter Cunningham    | 16 de março de 1932     | 3 de janeiro de 2023    | Nascido em Creston, Iowa, entrou para a Marinha em 1952 e depois se transferiu em 1953 para o Corpo de Fuzileiros Navais, lutando na Guerra da Coreia. Conquistou um bacharelato em 1960 e um mestrado em 1961, ambos em física, da Universidade da Califórnia em Los Angeles. Fez seu único voo espacial em outubro de 1968 como o piloto do módulo lunar da Apollo 7, a primeira missão tripulada do Programa Apollo. Se aposentou da NASA em 1971 e do Corpo de Fuzileiros Navais em 1975. | [ 17 ] [ 35 ] |
|        | Donn F. Eisele          | 23 de junho de 1930     | 2 de dezembro de 1987   | Nascido em Columbus, Ohio, formou-se em 1952 na Academia Naval dos Estados Unidos com um bacharelato em ciências e entrou na Força Aérea. Conquistou um mestrado em astronáutica pelo Instituto de Tecnologia da Força Aérea em 1960. Cursou a Escola de Pilotos de Pesquisa Aeroespaciais em 1962 e tornou-se piloto de teste. Fez seu único voo espacial em outubro de 1968 como o piloto do módulo de comando da Apollo 7, a primeira missão tripulada do Programa Apollo. Depois tornou-se assistente técnico para voos espaciais no Centro de Pesquisa Langley. Se aposentou da NASA e da Força Aérea em 1972. | [ 17 ] [ 36 ] |
|        | Theodore C. Freeman     | 18 de fevereiro de 1930 | 31 de outubro de 1964   | Nascido em Haverford, Pensilvânia, entrou na Universidade de Delaware em 1948 e se transferiu em 1949 para a Academia Naval dos Estados Unidos, formando-se em 1953 com um bacharelato em ciências e em seguida entrando na Força Aérea. Conquistou um mestrado em engenharia aeroespacial em 1960 pela Universidade de Michigan. Cursou a Escola Experimental de Pilotos de Teste e a Escola de Pilotos de Pesquisa Aeroespaciais em 1962. Morreu em um acidente aéreo em 1964 antes de ser designado para alguma tripulação. | [ 17 ] [ 37 ] |
|        | Richard F. Gordon Jr.   | 5 de outubro de 1929    | 6 de novembro de 2017   | Nascido em Seattle, Washington, formou-se em 1951 na Universidade de Washington em 1951 com um bacharelato em química e entrou na Marinha. Cursou a Escola de Pilotos de Teste Navais e se formou em 1957. Foi para o espaço pela primeira vez em setembro de 1966 como piloto da Gemini XI, estabelecendo o recorde de altura orbital e realizando duas atividades extraveiculares. Em seguida foi o piloto do módulo de comando da Apollo 12 em novembro de 1969, permanecendo em órbita da Lua enquanto seus companheiros realizavam caminhadas na superfície lunar. Estava para ser designado como o comandante da Apollo 18, porém a missão foi cancelada por cortes orçamentários. Se aposentou da NASA e da Marinha em 1972. | [ 17 ] [ 38 ] |
|        | Russell L. Schweickart  | 25 de outubro de 1935   |                         | Nascido em Neptune Township, Nova Jérsei, formou-se do Instituto de Tecnologia de Massachusetts em 1956 com um bacharelato em engenharia aeroespacial e entrou na Força Aérea. Cursou novamente o Instituto de Tecnologia de Massachusetts em 1963 e conquistou um mestrado em aeronáutica e astronáutica. Foi para o espaço em março de 1969 como piloto do módulo lunar da Apollo 9, o primeiro voo tripulado do módulo de comando e serviço e do módulo lunar juntos. Depois trabalhou como Diretor de Assuntos de Usuário no Escritório de Aplicações da NASA de 1974 a 1977. Se aposentou da NASA e da Força Aérea em 1977. | [ 17 ] [ 39 ] |
|        | David R. Scott          | 6 de junho de 1932      |                         | Nascido em San Antonio, Texas, formou-se na Academia Militar dos Estados Unidos em 1954 com um bacharelato em ciências militares e entrou na Força Aérea. Conquistou um mestrado em aeronáutica, astronáutica e engenharia aeroespacial do Instituto de Tecnologia de Massachusetts em 1962. Cursou no mesmo ano a Escola de Pilotos de Teste da Força Aérea. Seu primeiro voo espacial foi em março de 1966 como piloto da Gemini VIII, realizando a primeira acoplagem espacial da história, porém a missão foi abortada por falha nos propulsores. Voltou ao espaço em março de 1969 como piloto do módulo de comando da Apollo 9, o primeiro voo tripulado do módulo de comando e serviço e do módulo lunar juntos. Foi designado comandante da Apollo 15, tornando-se a sétima pessoa a pisar na Lua em agosto de 1971. Atuou como assistente da Apollo–Soyuz entre 1972 e 1973 e então como vice-diretor do Centro de Pesquisa de Voo Dryden, mantendo a posição até se tornar o diretor do centro em 1975. Se aposentou da Força Aérea em 1975 e da NASA em 1977. | [ 17 ] [ 40 ] |
|        | Clifton C. Williams Jr. | 26 de setembro de 1932  | 5 de outubro de 1967    | Nascido em Mobile, Alabama, formou-se em 1954 da Universidade de Auburn com um bacharelato em engenharia mecânica e entrou no Corpo de Fuzileiros Navais. Formou-se na Escola de Pilotos de Teste Navais em 1961. Foi piloto reserva da Gemini X em julho de 1966 e designado como piloto do módulo lunar reserva da Apollo 9, porém morreu em um acidente aéreo. | [ 17 ] [ 41 ] |

## Treinamento
Os astronautas receberam aulas teóricas, que Collins achou úteis "para preencher a lacuna entre aeronáutica e astronáutica e minimizar o choque tecnológico que poderíamos passar". Foram 240 horas de aulas distribuídas em doze horas para astronomia, oito horas de aerodinâmica, doze para foguetes, oito em comunicações, doze para medicina espacial, cinco horas em meteorologia, doze para meteorologia física superior, 34 em navegação, quarenta para astrodinâmica, 36 em computação e 58 para geologia.

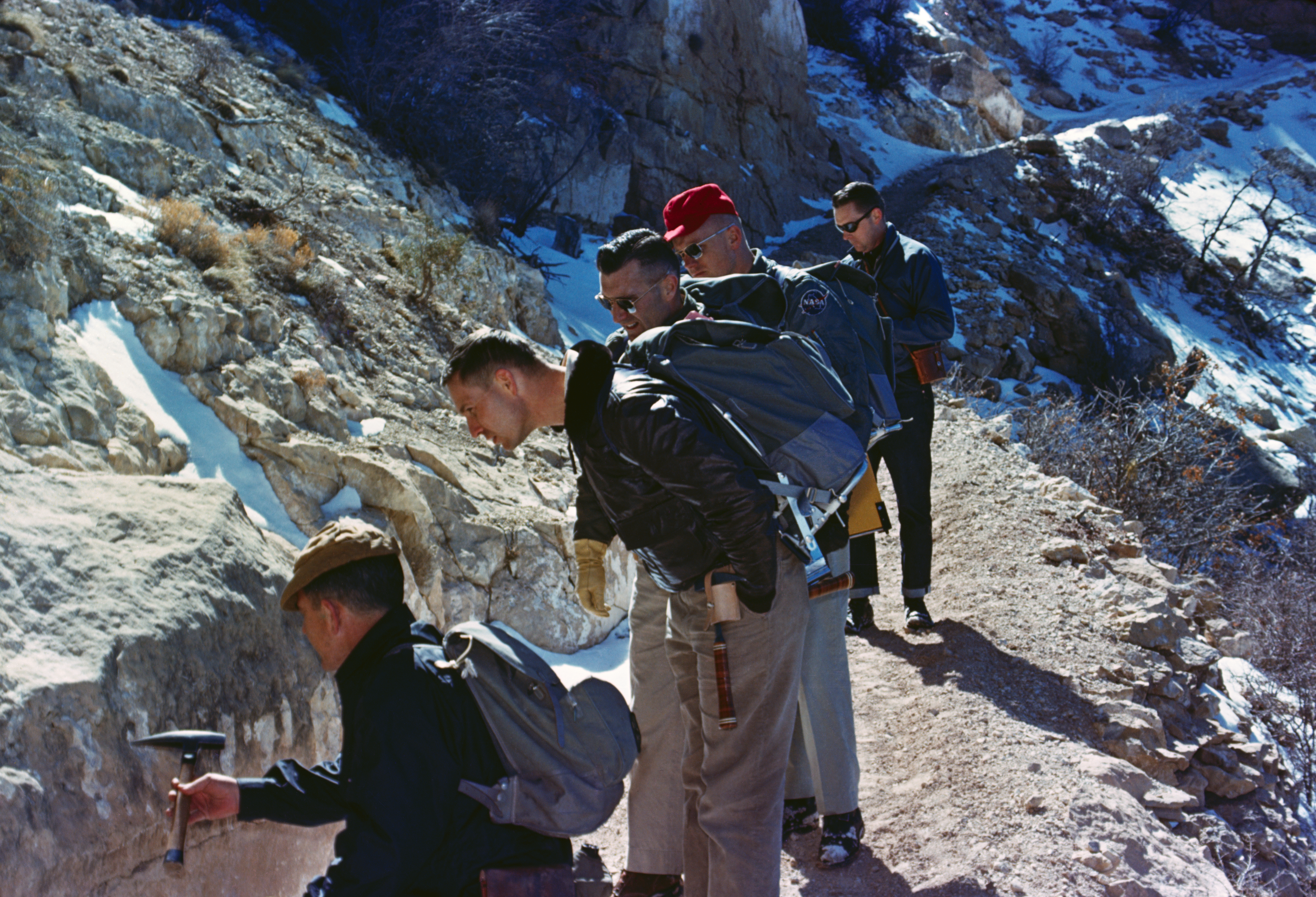
O geólogo Dale Jackson (esquerda) junto com Anders, Gordon, Armstrong e Eisele durante treinamentos geológicos no Grand Canyon

Aulas de geologia eram um caso especial, assim sendo para todos os astronautas de todos os grupos. Os treinamentos de geologia incluíam viagens de campo para o Grand Canyon e para a Cratera de Barringer no Arizona, o Rancho Philmont Scout no Novo México, o Sistema de Tubos de Lava Horse no Oregon e o fluxo de cinzas no Elevado Marathon no Texas. Também houve treinamentos de sobrevivência na selva no Panamá e treinamento de sobrevivência no deserto próximo de Reno, Nevada. Treinamento de sobrevivência aquática ocorreu na Estação Aeronaval de Pensacola na Flórida.
Assim como havia acontecido com os dois primeiros grupos, os astronautas do Grupo 3 foram designados para uma área específica a fim de desenvolverem especialidades que poderiam ser compartilhadas, além de proporcionar aos engenheiros e projetistas a visão dos astronautas: Aldrin ficou com planejamento de missão, Anders com controles de ambientação, Bassett com treinamentos e simuladores, Bean com sistemas de recuperação, Cernan com propulsão da espaçonave e o Agena, Chaffee com comunicações, Collins com trajes pressurizados e atividades extraveiculares, Cunningham com experimentos não relacionados ao voo, Eisele com controles de atitude, Freeman com propulsores, Gordon com controles da cabine, Schweickart com experimentos de voo, Scott com orientação e navegação, e Williams com operações e segurança da tripulação.
Os quatorze foram divididos em dois ramos, o Apollo e operações. O ramo Apollo era chefiado pelo astronauta Gordon Cooper do Grupo 1 e incluía Pete Conrad do Grupo 2 e Anders, Cernan, Chaffee, Cunningham, Eisele, Freeman, Gordon e Schweickart do Grupo 3. O ramo de operações era chefiado pelo astronauta Neil Armstrong do Grupo 2, contendo também Elliot See do mesmo grupo junto com Aldrin, Bassett, Bean, Collins, Scott e Williams do Grupo 3.

## Legado
O Grupo 3 sofreu de uma taxa elevada de mortes. Bassett, Freeman e Williams foram mortos em acidentes aéreos, enquanto Chaffee no incêndio da Apollo 1, todos antes do primeiro voo. Os restantes foram ao espaço pelo menos uma vez. Aldrin, Bean, Collins e Gordon participaram de duas missões, enquanto Cernan e Scott estiveram em três. Aldrin, Anders, Bean, Cernan, Collins, Gordon e Scott voaram para a Lua, Cernan duas vezes, enquanto Aldrin, Bean, Cernan e Scott caminharam sobre sua superfície.